# 栢志高

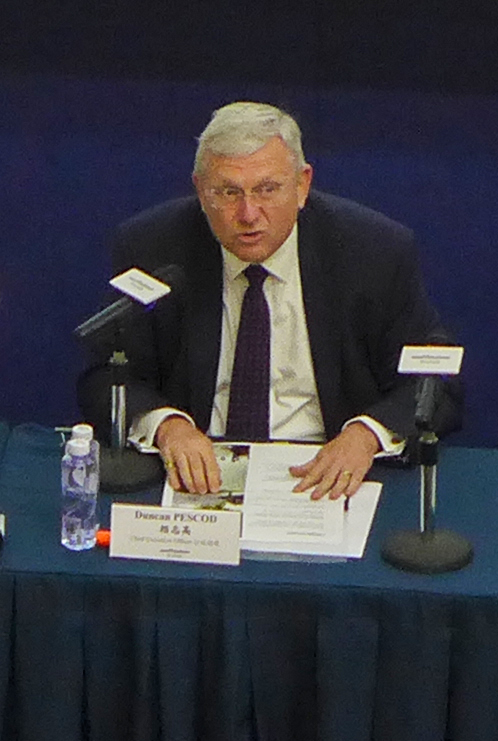
栢志高(2017年)

栢志高，GBS，JP（1959年4月2日—），英国裔香港人，前香港政務官，曾任運輸及房屋局常任秘書長（房屋）兼房屋署署長，前任西九文化區管理局行政總裁。

## 簡歷
栢志高於1981年8月加入香港政府政務職系，先後民政科、保安科、地政總署、市政總署、政務總署及公務員事務科工作。他在1990年代初擔任九龍城政務專員，至1991年5月為葉采芊所接替，返回政務總署擔任首席助理政務司（總部）。
栢志高積極參與香港兒童心臟基金會及香港熊貓保育協會的工作。於1998年7月1日被委任為太平紳士，於2006年獲得頒授行政長官公共服務獎狀，2014年獲頒金紫荊星章。
栢志高所任的職位包括：
- 2001年6月至2004年11月：旅遊事務副專員
- 2004年11月至2006年2月：效率促進組專員
- 2006年3月至2008年7月：香港駐布魯塞爾歐洲共同體特派代表（期間於2007年4月晉升至首長級甲級政務官）[2]
- 2008年7月至2010年6月：商務及經濟發展局常任秘書長（通訊及科技）
- 2010年5月至2014年4月：運輸及房屋局常任秘書長（房屋）兼房屋署署長（期間於2010年4月晉升至首長級甲一級政務官）[2]
- 2014年10月至2015年8月：西九文化區管理局營運總裁
- 2015年8月至2020年12月：西九文化區管理局行政總裁

| 文化職務        | 文化職務                                                   | 文化職務        |
| --------------- | ---------------------------------------------------------- | --------------- |
| 前任： 連納智   | 西九文化區管理局行政總裁 2015年－2020年12月                | 繼任： 馮程淑儀 |
| 政府职务        |                                                            |                 |
| 前任： 陳鎮源   | 運輸及房屋局常任秘書長（房屋）兼 房屋署署長 2010年－2014年 | 繼任： 應耀康   |
| 前任： 劉吳惠蘭 | 商務及經濟發展局常任秘書長（通訊及科技） 2008年－2010年    | 繼任： 謝曼怡   |
| 前任： 冼兢     | 效率促進組專員 2004年11月－2006年2月                       | 繼任： 蔡潔如   |